# RuPaul's Drag Race (quindicesima edizione)
La quindicesima edizione di RuPaul's Drag Race è andata in onda, per la prima volta, sull'emittente televisiva MTV dal 6 gennaio al 14 aprile 2023.
La stagione è stata confermata il 4 novembre 2021, tramite YouTube e Twitter, dove è stato annunciato l'inizio dei casting, che si sono conclusi il 7 gennaio 2022.
Il 13 dicembre 2022, con una diretta sull'account YouTube dello show, la vincitrice della quattordicesima edizione Willow Pill ha annunciato le sedici concorrenti, provenienti da diverse parti degli Stati Uniti, che competono per essere incoronate America's Next Drag Superstar.
Sasha Colby, vincitrice dell'edizione, ha guadagnato come premio 200000 $, una fornitura di cosmetici della Anastasia Beverly Hills cosmetics e una corona di Fierce Drag Jewels.

## Concorrenti
Le sedici concorrenti che hanno preso parte al reality show sono:
| Concorrente              | Vero nome          | Età | Città                       | Posizionamento |
| ------------------------ | ------------------ | --- | --------------------------- | -------------- |
| Sasha Colby              | Sasha Kekauoha     | 37  | Los Angeles – California    | Vincitrice     |
| Anetra                   | Isaiah Padua       | 25  | Las Vegas – Nevada          | 2º posto       |
| Luxx Noir London         | Justin Reed        | 22  | East Orange – New Jersey    | 3º/4º posto    |
| Mistress Isabelle Brooks | Israel             | 24  | Houston – Texas             | 3º/4º posto    |
| Loosey LaDuca            | Tim Rinaldi        | 32  | Ansonia – Connecticut       | 5º posto       |
| Salina EsTitties         | Jason De Puy       | 31  | Los Angeles – California    | 6º posto       |
| Marcia Marcia Marcia     | Marty Lauter       | 25  | New York – New York         | 7º posto       |
| Malaysia Babydoll Foxx   | Tadarius Dukes     | 32  | Miami – Florida             | 8º posto       |
| Spice                    | Luca Coyle         | 23  | Los Angeles – California    | 9º posto       |
| Jax                      | Jackson McGoldrick | 25  | Queens – New York           | 10º posto      |
| Aura Mayari              | Jay de Leon        | 30  | Nashville – Tennessee       | 11º posto      |
| Robin Fierce             | Rashawn Lee        | 26  | Hartford – Connecticut      | 12º posto      |
| Amethyst                 | Amy Taylor         | 27  | West Hartford – Connecticut | 13º posto      |
| Sugar                    | Cooper Coyle       | 23  | Los Angeles – California    | 14º posto      |
| Princess Poppy           | Thomas Schmidt     | 26  | San Francisco – California  | 15º posto      |
| Irene Dubois             | Ian Hill           | 29  | Seattle – Washington        | 16º posto      |

## Tabella eliminazioni
| Ordine | Episodi  | Episodi  | Episodi  | Episodi  | Episodi  | Episodi  | Episodi  | Episodi  | Episodi  | Episodi  | Episodi  | Episodi  | Episodi  | Episodi                  | Episodi |
| Ordine | 2        | 3        | 4        | 5        | 6        | 7        | 8        | 9        | 10       | 11       | 12       | 13       | 14       | 16                       |         |
| ------ | -------- | -------- | -------- | -------- | -------- | -------- | -------- | -------- | -------- | -------- | -------- | -------- | -------- | ------------------------ | ------- |
| 1      | Anetra   | Sasha    | Loosey   | Luxx     | Aura     | Mistress | Marcia   | Sasha    | Sasha    | Loosey   | Anetra   | Anetra   | Sasha    | Sasha Colby              |         |
| 2      | Jax      | Loosey   | Marcia   | Malaysia | Mistress | Anetra   | Loosey   | Anetra   | Luxx     | Luxx     | Luxx     | Mistress | Luxx     | Anetra                   |         |
| 3      | Marcia   | Luxx     | Mistress | Robin    | Sasha    | Malaysia | Salina   | Mistress | Loosey   | Mistress | Mistress | Sasha    | Anetra   | Luxx Noir London         |         |
| 4      | Luxx     | Anetra   | Luxx     | Sasha    | Loosey   | Marcia   | Mistress | Marcia   | Marcia   | Salina   | Sasha    | Luxx     | Mistress | Mistress Isabelle Brooks |         |
| 5      | Aura     | Salina   | Malaysia | Mistress | Luxx     | Loosey   | Sasha    | Malaysia | Anetra   | Sasha    | Loosey   | Loosey   |          |                          |         |
| 6      | Malaysia | Marcia   | Anetra   | Aura     | Salina   | Sasha    | Malaysia | Luxx     | Mistress | Anetra   | Salina   |          |          |                          |         |
| 7      | Poppy    | Spice    | Salina   | Spice    | Marcia   | Luxx     | Luxx     | Loosey   | Salina   | Marcia   |          |          |          |                          |         |
| 8      | Sasha    | Aura     | Robin    | Anetra   | Spice    | Salina   | Anetra   | Salina   | Malaysia |          |          |          |          |                          |         |
| 9      | Salina   | Robin    | Sasha    | Loosey   | Malaysia | Spice    | Spice    | Spice    |          |          |          |          |          |                          |         |
| 10     | Mistress | Mistress | Jax      | Marcia   | Anetra   | Jax      | Jax      |          |          |          |          |          |          |                          |         |
| 11     | Robin    | Sugar    | Amethyst | Jax      | Jax      | Aura     |          |          |          |          |          |          |          |                          |         |
| 12     | Sugar    | Malaysia | Aura     | Salina   | Robin    |          |          |          |          |          |          |          |          |                          |         |
| 13     | Spice    | Jax      | Spice    | Amethyst |          |          |          |          |          |          |          |          |          |                          |         |
| 14     | Loosey   | Amethyst | Sugar    |          |          |          |          |          |          |          |          |          |          |                          |         |
| 15     | Amethyst | Poppy    |          |          |          |          |          |          |          |          |          |          |          |                          |         |
| 16     | Irene    |          |          |          |          |          |          |          |          |          |          |          |          |                          |         |

     La concorrente ha vinto la gara
     La concorrente è arrivata in finale ma non ha vinto la gara
     La concorrente ha vinto la puntata
     La concorrente figura tra i primi ma non ha vinto la puntata
     La concorrente è salva ed accede alla puntata successiva (in ordine casuale)
     La concorrente figura tra gli ultimi ma non è a rischio eliminazione
     La concorrente figura tra gli ultimi ed è a rischio eliminazione
     La concorrente è stata eliminata
     La concorrente ha vinto il playback al LaLaPaRUza ed è rimasta nella competizione
     La concorrente ha perso il playback al LaLaPaRUza ma è stata salvata da un'altra concorrente ed è rimasta nella competizione

## Giudici
- RuPaul
- Michelle Visage
- Ross Matthews
- Carson Kressley
- Ts Madison

### Giudici ospiti
- Ariana Grande
- Ali Wong
- Amandla Stenberg
- Harvey Guillén
- Hayley Kiyoko
- Julia Garner
- Janelle Monáe
- Maren Morris
- Megan Stalter
- Orville Peck

## Special guest
In quest'edizione ci sono stati dei cameo celebrities e di concorrenti delle passate edizioni di RuPaul's Drag Race, che però non sono stati giudici durante la puntata:
- Albert Sanchez
- Vivacious
- Old Gays
- Leland
- Freddy Scott
- Danny Trejo
- Charo
- Frankie Grande
- Love Connie
- Miguel Zarate
- Norvina
- Kevin Bacon
- Coco Montrese
- Asia O'Hara
- DeJa Skye
- Aquaria
- Derrick Barry
- Maddy Morphosis
- Susan Bysiewicz
- Bob Mackie
- Vanessa Williams
- Jinkx Monsoon
- Kornbread "The Snack" Jeté
- Willow Pill

## Riassunto episodi

### Episodio 1 -One Night Only, Part 1
Il primo episodio della quindicesima edizione si apre con l'ingresso di otto delle sedici concorrenti nell'atelier. La prima ad entrare è Irene Dubois, l'ultima è Sasha Colby. Prima del tradizionale arrivo di RuPaul, fa il suo ingresso nell'atelier una misteriosa concorrente, per poi scoprire che in realtà si tratta di Ariana Grande, che partecipa a un cameo. RuPaul fa il suo ingresso annunciando l'inizio di una nuova edizione dando il benvenuto alle prime concorrenti. Come è già accaduto nelle passate edizioni, RuPaul spiega loro che la grande apertura di quest'edizione sarà divisa in due parti.
- La mini sfida: le concorrenti devono posare per un servizio fotografico ambientato in una scenografia a tema autolavaggio, in onore alla prima mini sfida della prima edizione dello show. La vincitrice della mini sfida è Irene Dubois.
- La sfida principale: le concorrenti prendono parte al One Night Only Talent Extravaganza, ovvero una gara di talenti, esibendosi davanti ai giudici. Ma prima di ciò RuPaul annuncia che devono realizzare anche una coreografia d'apertura per lo spettacolo e, pertanto, le manda sul palcoscenico principale per realizzare tale coreografia.

Intanto nell'atelier, contemporaneamente alla realizzazione della coreografia, si continua con l'ingresso delle ultime otto delle sedici concorrenti nell'atelier. La prima ad entrare è Salina EsTitties, le ultime sono le gemelle Sugar e Spice. Come la prima volta, l'ingresso di RuPaul viene interrotto dall'arrivo di una misteriosa concorrente, per poi scoprire che in realtà si tratta di Vivacious, concorrente della sesta edizione che, come Ariana Grande, partecipa a un cameo. RuPaul fa nuovamente il suo ingresso dando il benvenuto alle concorrenti, spiegando loro che, come da tradizione, la grande apertura di quest'edizione sarà divisa in due parti.
- La mini sfida: le concorrenti devono posare per un servizio fotografico ambientato in una scenografia a tema motociclismo, mentre devono resistere ad una tempesta generata da un ventilatore, in onore alla prima mini sfida della seconda edizione dello show. La vincitrice della mini sfida è Loosey LaDuca.
- La sfida principale: come è accaduto con il primo gruppo, RuPaul annuncia che le concorrenti devono prendere parte al One Night Only Talent Extravaganza, ovvero una gara di talenti, esibendosi davanti ai giudici. Ma prima, di ciò annuncia che dovranno realizzare anche una coreografia d'apertura per lo spettacolo e, pertanto, le manda sul palcoscenico principale.

All'arrivo sul palcoscenico principale tutte le concorrenti si incontrano per la prima volta, con RuPaul che, dopo il One Night Only Talent Show, una concorrente sarà immediatamente eliminata dalla competizione.

### Episodio 2 -One Night Only, Part 2
Il secondo episodio riprende gli ultimi eventi dell'episodio precedente, con RuPaul che annuncia che, al termine dell'episodio, una concorrente sarà eliminata dalla competizione. Successivamente tutte le concorrenti si riuniscono, dove discutono principalmente sulle conoscenze e la fama di ognuna, per poi riprendere con l'organizzazione della coreografia per la sfida principale. Durante l'organizzazione di tale coreografia si vengono a creare delle tensioni tra i due gruppi.
- La sfida principale: come annunciato nell'episodio precedente, le concorrenti prendono parte al One Night Only Talent Extravaganza, ovvero una gara di talenti, esibendosi davanti ai giudici. Ma prima di ciò, le concorrenti devono realizzare una coreografia d'apertura per lo spettacolo. Le concorrenti decidono di esibirsi nelle seguenti categorie:

| Concorrente              | Talento dell'esibizione |
| ------------------------ | ----------------------- |
| Malaysia Babydoll Foxx   | Canto e ballo           |
| Spice                    | Canto e ballo           |
| Luxx Noir London         | Canto e ballo           |
| Mistress Isabelle Brooks | Canto e ballo           |
| Loosey LaDuca            | Canto                   |
| Marcia Marcia Marcia     | Balletto comico         |
| Robin Fierce             | Lip Sync                |
| Irene Dubois             | Stand-up comedy         |
| Anetra                   | Canto e taekwondo       |
| Sugar                    | Canto e ballo           |
| Princess Poppy           | Canto e ventriloquismo  |
| Salina EsTitties         | Canto e ballo           |
| Amethyst                 | Lip Sync comico         |
| Aura Mayari              | Lip Sync                |
| Sasha Colby              | Lip Sync                |
| Jax                      | Lip Sync e ginnastica   |

Giudice ospite della puntata è Ariana Grande. Il tema della sfilata è Who is She?, dove le concorrenti devono sfoggiare il loro abito preferito. RuPaul dichiara Luxx, Aura, Malaysia, Poppy, Sasha, Salina, Mistress, Robin, Sugar e Spice salve, e lascia le altre concorrenti sul palco per le critiche. Irene Dubois e Amethyst sono le peggiori, mentre Anetra è la migliore della puntata.
- L'eliminazione: Irene Dubois e Amethyst vengono chiamate ad esibirsi con la canzone 7 Rings di Ariana Grande. Amethyst si salva, mentre Irene Dubois viene eliminata dalla competizione.

### Episodio 3 -All Queens Go to Heaven
Il terzo episodio si apre con le concorrenti che rientrano nell'atelier dopo l'eliminazione di Irene, con Amethyst grata di avere ancora una possibilità per dimostrare le sue qualità. Intanto Loosey è delusa dai giudizi ricevuti durante la sfida precedente; affermando, inoltre, di fare tutto il possibile per essere tra le migliori nella prossima sfida.
- La sfida principale: le concorrenti, divise in tre gruppi, devono ideare, realizzare e produrre uno spot commerciale per promuovere la loro visione dell'Aldilà. Anetra e Amethyst, rispettivamente la migliore e una delle peggiori delle puntata precedente, saranno le prime due caposquadra. Anetra sceglie per il suo team Luxx, Sahsa, Salina e Marcia, mentre Amethyst sceglie Loosey, Aura, Spice e Poppy. Le concorrenti escluse, Mistress, Malaysia, Jax, Robin e Sugar, formeranno il terzo ed ultimo gruppo. Durante la scrittura dello spot, nell'ultimo gruppo si vengono a creare delle tensioni fra alcune delle concorrenti, poiché risente della mancanza di un vero leader all'interno della squadra. Dopo aver scritto il copione, le concorrenti raggiungono Michelle Visage, che aiuterà a produrre gli spot nel ruolo di regista.

Giudice ospite della puntata è Maren Morris. Il tema della sfilata è Metallica, dove le concorrenti devono sfoggiare un abito con degli inserti metallici. RuPaul dichiara Anetra, Salina, Marcia, Spice, Aura, Robin, Mistress, Sugar e Malaysia salve, e lascia le altre concorrenti sul palco per le critiche. Amethyst e Princess Poppy sono le peggiori, mentre Sasha Colby è la migliore della puntata.
- L'eliminazione: Amethyst e Princess Poppy vengono chiamate ad esibirsi con la canzone Ain't No Mountain High Enough (Eric Kupper Remix) di Diana Ross. Amethyst si salva, mentre Princess Poppy viene eliminata dalla competizione.

### Episodio 4 -Supersized Snatch Game
Il quarto episodio si apre con le concorrenti che rientrano nell'atelier dopo l'eliminazione di Poppy, con molte di esse sorprese di vedere Amethyst ancora in gara, dopo aver rischiato l'eliminazione per due volte di seguito. Intanto le concorrenti discutono con Sugar e Spice sulla loro esperienza di essere state separate durante la sfida precedente.
- La sfida principale: le concorrenti prendono parte alla sfida più attesa in ogni edizione, lo Snatch Game. I membri della Pit Crew sono i concorrenti del gioco. Le concorrenti dovranno scegliere una celebrità e impersonarla per l'intero gioco, con lo scopo di essere il più divertenti possibili. Visto l'alto numero di partecipanti, le concorrenti vengono divise in due gruppi che prenderanno parte in due distinti round del gioco. Le celebrità scelte dalle concorrenti sono state:

| Primo Round              | Primo Round           | Secondo Round | Secondo Round               |
| Concorrente              | Celebrità impersonata | Concorrente   | Celebrità impersonata       |
| ------------------------ | --------------------- | ------------- | --------------------------- |
| Anetra                   | Gorgena Ramsay        | Amethyst      | Patricia "Tan Mom" Krentcil |
| Luxx Noir London         | Amanda Lepore         | Aura Mayari   | Bretman Rock                |
| Malaysia Babydoll Foxx   | Saucy Santana         | Jax           | Gioconda                    |
| Mistress Isabelle Brooks | Rosie O'Donnell       | Loosey LaDuca | Joan Rivers                 |
| Marcia Marcia Marcia     | Tim Gunn              | Sasha Colby   | Jan Crouch                  |
| Robin Fierce             | Karen Huger           | Spice         | Miley Cyrus                 |
| Salina EsTitties         | Maria di Nazareth     | Sugar         | Trisha Paytas               |

Giudice ospite della puntata è Amandla Stenberg. Il tema della sfilata è Beautiful Nightmare, dove le concorrenti devono sfoggiare un abito con fattezze mostruose. RuPaul dichiara Luxx, Malaysia, Anetra, Salina, Robin, Sasha, Jax e Amethyst salve, e lascia le altre concorrenti sul palco per le critiche. Sugar e Spice sono le peggiori, mentre Loosey LaDuca è la migliore della puntata.
- L'eliminazione: Sugar e Spice vengono chiamate ad esibirsi con la canzone You Better Run di Pat Benatar. Spice si salva, mentre Sugar viene eliminata dalla competizione.

### Episodio 5 -House Of Fashion
Il quinto episodio si apre con le concorrenti che rientrano nell'atelier dopo l'eliminazione di Sugar, con Spice estremamente dispiaciuta per l'uscita della sua gemella, affermando che altre persone meritavano di essere tra le peggiori. Intanto le concorrenti discutono sul riverbero avvenuto tra Mistress e Marcia durante il precedente Untucked.
- La mini sfida: Le concorrenti devono "leggersi" a vicenda, ovvero dire qualcosa di cattivo ma facendolo in modo scherzoso. La vincitrice della mini sfida è Loosey LaDuca.
- La sfida principale: le concorrenti, divise in tre gruppi, devono realizzare una linea di outfit usando unicamente i materiali che troveranno all'interno delle case dei giudici del programma. Il primo gruppo è composto da Amethyst, Aura, Luxx, Mistress e Spice che utilizzeranno i materiali della casa di Michelle Visage, il secondo gruppo è formato da Anetra, Jax, Robin e Salina che useranno i materiali della casa di Carson Kressley ed, infine, l'ultimo gruppo composto da Loosey, Marcia, Malaysia e Sasha che utilizzeranno i materiali della casa di Ross Mathews. RuPaul ritorna nell'atelier, per vedere come le concorrenti procedono con la creazione degli abiti, offrendo inoltre consigli su come eccellere in una sfida di design.

| Casa di moda      | Concorrenti              | Tema della casa |
| ----------------- | ------------------------ | --------------- |
| House of Visage   | Amethyst                 | Animalier       |
| House of Visage   | Aura Mayari              | Animalier       |
| House of Visage   | Luxx Noir London         | Animalier       |
| House of Visage   | Mistress Isabelle Brooks | Animalier       |
| House of Visage   | Spice                    | Animalier       |
| House of Kressley | Anetra                   | Country         |
| House of Kressley | Jax                      | Country         |
| House of Kressley | Robin Fierce             | Country         |
| House of Kressley | Salina EsTitties         | Country         |
| House of Mathews  | Loosey LaDuca            | Tropicale       |
| House of Mathews  | Marci Marcia Marcia      | Tropicale       |
| House of Mathews  | Malaysia Babydoll Foxx   | Tropicale       |
| House of Mathews  | Sasha Colby              | Tropicale       |

Giudice ospite della puntata è Janelle Monáe. Il tema della sfilata è Drag Race Fashion Week, dove le concorrenti devono presentare l'outfit appena creato. RuPaul dichiara Mistress, Aura, Spice, Anetra, Loosey e Marcia salve, e lascia le altre concorrenti sul palco per le critiche. Amethyst e Salina EsTitties sono le peggiori, mentre Luxx Noir London è la migliore della puntata.
- L'eliminazione: Amethyst e Salina EsTitties vengono chiamate ad esibirsi con la canzone Q.U.E.E.N. di Janelle Monáe ed Erykah Badu. Salina EsTitties si salva, mentre Amethyst viene eliminata dalla competizione.

### Episodio 6 -Old Friends Gold
Il sesto episodio si apre con le concorrenti che rientrano nell'atelier dopo l'eliminazione di Amethyst, con Salina determinata a dara il massimo per non finire di nuovo tra i peggiori. Intanto molte concorrenti sono convinte che Malaysia avrebbe dovuto essere tra le peggiori.
- La sfida principale: le concorrenti vengono divise in tre gruppi e devono scrivere, produrre e coreografare un numero da girl group a tema "Golden Girls", con ogni gruppo che si esibirà con un genere musicale differente. Il primo gruppo è composto da Luxx, Marcia, Mistress e Salina, il secondo è formato da Anetra, Jay, Loosey e Robin ed, infine, l'ultimo gruppo comprende Aura, Malaysia, Sasha e Spice. Durante la divisione dei gruppi, si vengono a creare delle tensioni fra alcune delle concorrenti che vogliono interpretare lo stesso genere musicale. Una volta scritte le strofe, le concorrenti raggiungono lo studio di registrazione, dove Leland e Freddy Scott offrono loro consigli e aiuto per la registrazione del pezzo. Durante le registrazioni delle tracce Robin, Salina ed Aura hanno dei problemi d'intonazione mentre Marcia, Luxx e Sahsa ricevono complimenti per la loro estensione vocale. Successivamente ogni gruppo raggiunge il palco principale per organizzare le rispettive coreografie.

| Concorrenti              | Brano della performance | Genere      |
| ------------------------ | ----------------------- | ----------- |
| Luxx Noir London         | "Banjo Bitches"         | Country     |
| Marcia Marcia Marcia     | "Banjo Bitches"         | Country     |
| Mistress Isabelle Brooks | "Banjo Bitches"         | Country     |
| Salina EsTitties         | "Banjo Bitches"         | Country     |
| Aura Mayari              | "Rocking Old G's"       | Heavy metal |
| Malaysia Babydoll Foxx   | "Rocking Old G's"       | Heavy metal |
| Sasha Colby              | "Rocking Old G's"       | Heavy metal |
| Spice                    | "Rocking Old G's"       | Heavy metal |
| Anetra                   | "Ol' Dirty Bitches"     | Hip hop     |
| Jax                      | "Ol' Dirty Bitches"     | Hip hop     |
| Loosey LaDuca            | "Ol' Dirty Bitches"     | Hip hop     |
| Robin Fierce             | "Ol' Dirty Bitches"     | Hip hop     |

Giudice ospite della puntata è Megan Stalter. Il tema della sfilata è Tie Dye to Die For, dove le concorrenti devono sfoggiare un abito con un tessuto tie-dye. RuPaul dichiara Loosey, Luxx, Salina, Marcia, Spice e Malaysia salve, e lascia le altre concorrenti sul palco per le critiche. Jax e Robin Fierce sono le peggiori, mentre Aura Mayari è la migliore della puntata.
- L'eliminazione: Jax e Robin Fierce vengono chiamate ad esibirsi con la canzone In Your Room di The Bangles. Jax si salva, mentre Robin Fierce viene eliminata dalla competizione.

### Episodio 7 -The Daytona Winds 2
Il settimo episodio si apre con le concorrenti che rientrano nell'atelier dopo l'eliminazione di Robin, con Malaysia furiosa con Mistress per il suo comportamento istigatorio durante la puntata precedente e anche per il comportamento di alcune ragazze avuto durante l'Untucked. Nonostante la ricerca di un confronto, i rapporti tra le due sono ormai compromessi.
- La sfida principale: le concorrenti devono recitare nella sitcom The Daytona Wind 2, parodia della soap opera Dynasty. Avendo vinto la puntata precedente, Aura ha la possibilità di assegnare i vari ruoli della sfida. Durante l'assegnazione dei copioni molte concorrenti hanno delle preferenze sui vari ruoli da fare, ma alla fine Aura decide di basarsi sulle abilità di ognuna. Tuttavia, dopo aver riscontrato difficoltà con il suo ruolo, Aura decide di fare cambio con quello di Mistress.

| Concorrente              | Personaggio interpretato |
| ------------------------ | ------------------------ |
| Anetra                   | Cousin Georgie           |
| Aura Mayari              | Widow Davenport          |
| Jax                      | Jackson                  |
| Loosey LaDuca            | Lizzadene                |
| Luxx Noir London         | Leo                      |
| Malaysia Babydoll Foxx   | The Reverend             |
| Marcia Marcia Marcia     | Cousin Dodie             |
| Mistress Isabelle Brooks | Fancy                    |
| Salina EsTitties         | Aunt Haddie Ruth         |
| Sasha Colby              | Maxie                    |
| Spice                    | Diandra                  |

Giudice ospite della puntata è Harvey Guillén. Il tema della sfilata è Puffa, Please, dove le concorrenti devono sfoggiare un abito con un piumino. RuPaul dichiara Loosey, Sasha, Luxx e Salina salve, e lascia le altre concorrenti sul palco per le critiche. Aura Mayari e Jax sono le peggiori, mentre Mistress Isabelle Brooks è la migliore della puntata.
- L'eliminazione: Aura Mayari e Jax vengono chiamate ad esibirsi con la canzone Sweetest Pie di Megan Thee Stallion e Dua Lipa. Jax si salva, mentre Aura Mayari viene eliminata dalla competizione.

### Episodio 8 -LipSync LaLaPaRUza Smackdown
L'ottavo episodio si apre con le concorrenti che rientrano nell'atelier dopo l'eliminazione di Aura, con Jax disposta a tutto per evitare di finire di nuovo al playback. Intanto Loosey è irritata dal fatto che, nonostante abbia mostrato tutte le sue abilità ai giudici, non ha ricevuto nessuna menzione d'onore.
- La sfida principale: le concorrenti prendono parte al LaLaPaRUza Smackdown, un torneo di playback (il cui nome storpia quello del Lollapalooza festival) dove le concorrenti si sfideranno per restare in gara. Durante i preparativi per il torneo, si discute su come le concorrenti devono dare il meglio durante i playback e su quali generi musicali siano più appetibili per ognuna.

I giudici della puntata sono RuPaul, Michelle Visage e Ross Mathews. Il tema della sfilata è LaLaPaRUza Eleganza, dove le concorrenti devono sfoggiare gli abiti con i quali avrebbero partecipato al torneo.
- Il torneo: vengono annunciate le regole del LaLaPaRUza, ad ogni manche viene estratto a sorte il nome di una concorrente, che ha la possibilità di decidere chi sfidare durante il playback, mentre la seconda concorrente ha la facoltà di scegliere il brano per l'esibizione. Solo chi vince potrà essere dichiarata salva, mentre la perdente dovrà nuovamente prendere parte ad un nuovo playback per salvarsi dall'eliminazione.

Nel primo duello Malaysia Babydoll Foxx sceglie di sfidare Marcia Marcia Marcia, che si esibiscono in playback sulla canzone Boys Don't Cry di Anitta. Marcia Marcia Marcia viene dichiarata vincitrice e si salva dall'eliminazione.
Nel secondo duello Loosey LaDuca sceglie di sfidare Spice, che si esibiscono in playback sulla canzone Do You Wanna Touch di Joan Jett. Loosey LaDuca viene dichiarata vincitrice e si salva dall'eliminazione.
Nel terzo duello Luxx Noir London sceglie di sfidare Salina EsTitties, che si esibiscono in playback sulla canzone It's All Coming Back to Me Now di Céline Dion. Salina EsTitties viene dichiarata vincitrice e si salva dall'eliminazione.
Nel quarto duello Mistress Isabelle Brooks sceglie di sfidare Jax, che si esibiscono in playback sulla canzone Tell It to My Heart di Taylor Dayne. Mistress Isabelle Brooks viene dichiarata vincitrice e si salva dall'eliminazione.
Nel quinto duello Anetra e Sasha Colby si esibiscono in playback sulla canzone I'm in Love with a Monster delle Fifth Harmony. Sasha Colby viene dichiarata vincitrice e si salva dall'eliminazione.
Nel sesto duello Malaysia Babydoll Foxx sceglie di sfidare Spice, che si esibiscono in playback sulla canzone Don't Go Yet di Camila Cabello. Malaysia Babydoll Foxx viene dichiarata vincitrice e si salva dall'eliminazione.
Nel settimo duello, dato il numero dispari delle concorrenti, Anetra, Jax e Luxx Noir London si esibiscono in playback sulla canzone The Right Stuff di Vanessa Williams. Luxx Noir London viene dichiarata vincitrice e si salva dall'eliminazione.
Dopo il torneo RuPaul annuncia che Anetra, Jax e Spice hanno un'ultima possibilità di salvarsi dall'eliminazione, sfidandosi in un ultimo duello al playback. Tuttavia, prima di ciò, RuPaul annuncia che una concorrente sarà automaticamente salva dall'eliminazione e tutto ciò sarà determinato dalla sorte; il nome della concorrente pescata infatti dovrà fare il nome di una delle sue avversarie da salvare automaticamente dall'eliminazione. Il nome estratto è quello di Anetra che sceglie di salvare Spice.
- L'eliminazione: Anetra e Jax vengono chiamate ad esibirsi con la canzone Finally di CeCe Peniston. Anetra si salva, mentre Jax viene eliminata dalla competizione.

### Episodio 9 -The Crystal Ball: Episode 200
Il nono episodio si apre con le concorrenti che rientrano nell'atelier il giorno dopo il LaLaPaRUza, che ha decretato l'eliminazione di Jax, con le concorrenti ancora sorprese dal corso degli eventi. L'ingresso di RuPaul porta una rivelazione, questo episodio è il duecentesimo episodio della serie e che darà festeggiato sia durante la mini sfida che la sfida principale.
- La mini sfida: le concorrenti devono posare con l'arte del photobombing, in alcuni dei momenti più iconici dello show. Le vincitrice della mini sfida è Anetra.
- La sfida principale: le concorrenti parteciperanno al The Crystal Ball, dove presenteranno 3 look differenti, e il terzo dovrà essere cucito e assemblato a mano. Le categorie sono:
  - Start Your Engines: un look ispirato dall'iconica tuta da corsa indossata da RuPaul nel logo dello show;
  - My Favourite Ball: un look ispirato ad uno dei ball organizzati durante le edizioni precedenti;
  - Crystallized Eleganza: un look realizzato in giornata con stoffe scintillanti, cristalli e perle per celebrare il quindicesimo anniversario del programma.

Giudice ospite della puntata è Julia Garner. RuPaul dichiara Marcia, Malaysia e Luxx salve, e lascia le altre concorrenti sul palco per le critiche. Salina EsTitties e Spice sono le peggiori, mentre Sasha Colby è la migliore della puntata.
- L'eliminazione: Salina EsTitties e Spice vengono chiamate ad esibirsi con la canzone That's What I Want di Lil Nas X. Salina EsTitties si salva, mentre Spice viene eliminata dalla competizione.

### Episodio 10 -50/50's Most Gagworthy Stars
Il decimo episodio si apre con le concorrenti che rientrano nell'atelier dopo l'eliminazione di Spice, che si complimentano con Sasha per essere la prima concorrente dell'edizione a vincere due puntate. Intanto Loosey è infastidita dal fatto che viene costantemente sottovalutata dalle altre, nonostante abbia mostrate le sue abilità.
- La sfida principale: le concorrenti, divise in tre gruppi, prendono parte allo show rotocalco dal vivo 50/50, dove dovranno intervistare ed interagire con un ospite a sorpresa. La prima coppia è composta da Marcia e Sasha che intervisteranno l'attrice Charo, il secondo gruppo è formato da Anetra, Loosey e Malaysia che intervisteranno il personaggio televisivo Frankie Grande ed, infine, l'ultimo trio è composto da Luxx, Salina e Mistress che intervisteranno la drag queen Love Connie.

Giudice ospite della puntata è Ts Madison. Il tema della sfilata è Nights of 1000 Beyoncés, dove le concorrenti devono sfoggiare un abito che rispecchi un look iconico di Beyoncé. RuPaul dichiara Marcia e Anetra salve, e lascia le altre concorrenti sul palco per le critiche. Salina EsTitties e Malaysia Babydoll Foxx sono le peggiori mentre Sasha Colby è la migliore della puntata.
- L'eliminazione: Salina EsTitties e Malaysia Babydoll Foxx vengono chiamate ad esibirsi con la canzone Single Ladies (Put a Ring on It) di Beyoncé. Salina EsTitties si salva, mentre Malaysia Babydoll Foxx viene eliminata dalla competizione.

### Episodio 11 -Two Queens, One Joke
L'undicesimo episodio si apre con le concorrenti che rientrano nell'atelier dopo l'eliminazione di Malaysia, con Salina disposta a tutto per evitare di finire tra le ultime nella prossima sfida. Successivamente le concorrenti si complimentano con Sasha per la sua terza vittoria, nonostante sia Loosey che Luxx erano convinte di avere una possibilità di vincere la sfida precedente.
- La mini sfida: le concorrenti prendono parte ad una gara di vogueing, dove a turno devono mostrare a RuPaul la loro coreografia migliore. Le vincitrice della mini sfida è Anetra.
- La sfida principale: le concorrenti, divise in coppie, prendono parte al Bubbly Comedy Festival, uno spettacolo di stand-up comedy esibendosi dal vivo davanti a un pubblico. Per determinare le squadre, le concorrenti devono pescare a sorte delle lattine colorate. La prima coppia è composta da Loosey e Luxx, la seconda da Sasha e Anetra, la terza da Marcia e Mistress, mentre l'esclusa dagli accoppiamenti rimane Salina; tuttavia gli viene offerta la possibilità di rubare una concorrente dalle tre coppie formate, scegliendo di fare coppia con Mistress, facendo gareggiare Marcia da sola. Avendo vinto la mini sfida, Anetra ha la possibilità di decidere l'ordine di esibizione che è: Marcia, Loosey e Luxx, Anetra e Sasha ed, infine, Mistress e Salina. Una volta scritte le battute, ogni concorrente raggiunge il palco principale dove ricevono consigli da Michelle Visage ed Ali Wong.

Giudice ospite della puntata è Ali Wong. Il tema della sfilata è Rip Her to Shreads, dove le concorrenti devono sfoggiare un abito ridotto a brandelli. Dopo la sfilata e le critiche dei giudici, RuPaul dichiara Marcia Marcia Marcia e Anetra le peggiori mentre Loosey LaDuca e Luxx Noir London sono le migliori della puntata.
- L'eliminazione: Marcia Marcia Marcia e Anetra vengono chiamate ad esibirsi con la canzone Boss Bitch di Doja Cat. Anetra si salva, mentre Marcia Marcia Marcia viene eliminata dalla competizione.

### Episodio 12 -Wigloose: The Rusical!
Il dodicesimo episodio si apre con le concorrenti che rientrano nell'atelier dopo l'eliminazione di Marcia, con Salina ottimista che il suo percorso nella competizione sarà in costante salita, mentre Sasha farà di tutto per evitare di finire nuovamente tra le peggiori.
- La sfida principale: le concorrenti prenderanno parte a un musical ispirato a Footloose in cui ogni concorrente avrà il ruolo di un personaggio ispirato da uno proveniente dall'omonima pellicola cinematografica. Durante l'assegnazione dei copioni molte concorrenti hanno delle preferenze sui vari ruoli da fare, come ad esempio Luxx e Loosey per la parte di Heaven, ma alla fine Luxx decide di cedere il ruolo sotto consiglio delle altre. Una volta assegnati i copioni, le concorrenti incontrano il coreografo Miguel Zarate con il quale organizzano la coreografia per il brano. I personaggi impersonati dai concorrenti sono stati:

| Concorrente              | Personaggio interpretato |
| ------------------------ | ------------------------ |
| Anetra                   | Mama Bacon               |
| Loosey LaDuca            | Heaven Bacon             |
| Luxx Noir London         | Christian                |
| Mistress Isabelle Brooks | Preacher Teacher         |
| Salina EsTitties         | Tuck                     |
| Sasha Colby              | Carl                     |

Giudice ospite della puntata è Orville Peck. Il tema della sfilata è Everybody Say Glove, dove le concorrenti devono sfoggiare un abito con dei guanti. Durante i giudizi viene chiesto alle concorrenti, chi secondo loro merita di essere eliminata. Dopo la sfilata e le critiche dei giudici, RuPaul dichiara Loosey LaDuca e Salina EsTitties le peggiori mentre Anetra è la migliore della puntata.
- L'eliminazione: Loosey LaDuca e Salina EsTitties vengono chiamate ad esibirsi con la canzone Running Up That Hill di Kate Bush. Loosey LaDuca si salva, mentre Salina EsTitties viene eliminata dalla competizione.

### Episodio 13 -Teacher Makeovers
Il tredicesimo episodio si apre con le concorrenti che rientrano nell'atelier dopo l'eliminazione di Salina, con loro, in particolare Loosey, ancore scosse dagli eventi avvenuti nel precedente Untucked. Successivamente le concorrenti discutono sulle rispettive scelte per l'eliminazione precedente.
- La mini sfida: per la mini sfida le concorrenti giocano a Spill the T, dove devono rispondere a delle domande poste da RuPaul su quale tra loro risponda a determinate caratteristiche; chi risponde in maniera conforme alla maggioranza guadagna un punto. Le vincitrice della mini sfida è Loosey LaDuca.
- La sfida principale: le concorrenti devono truccare e preparare alcune insegnanti, con l'obiettivo di farle diventare simili in drag. Avendo vinto la mini sfida, Loosey ha la possibilità di formare le coppie per la sfida. Durante la preparazione della sfida, le concorrenti e le insegnanti si confrontano tra loro su diverse questioni, come ad esempio come le insegnanti devono trasmettere il messaggio ai loro studenti sul rispetto reciproco, mentre le concorrenti discutono su come devono costantemente dare il massimo per essere accettate nella società.

| Concorrente              | Insegnante (Nome Reale) | Insegnante (Nome in Drag) |
| ------------------------ | ----------------------- | ------------------------- |
| Anetra                   | Ms. Mahoney             | Alektra                   |
| Loosey LaDuca            | Ms. Wallace             | Lala LaDuca               |
| Luxx Noir London         | Ms. Reyes               | Asia Azul                 |
| Mistress Isabelle Brooks | Ms. Tang                | Madame Thang              |
| Sasha Colby              | Ms. March-Banks         | Ferocity Colby            |

Giudice ospite della puntata è Hayley Kiyoko. Il tema della sfilata è Drag Family Resemblence, dove le concorrenti e le insegnanti devono sfoggiare due abiti che rappresentano la loro famiglia drag. Dopo la sfilata e le critiche dei giudici, RuPaul dichiara Loosey LaDuca e Luxx Noir London le peggiori mentre Anetra è la migliore della puntata.
- L'eliminazione: Loosey LaDuca e Luxx Noir London vengono chiamate ad esibirsi con la canzone For the Girls di Hayley Kiyoko. Luxx Noir London si salva, mentre Loosey LaDuca viene eliminata dalla competizione.

### Episodio 14 -Blame It on the Edit
Il quattordicesimo episodio si apre con le concorrenti che rientrano nell'atelier dopo l'eliminazione di Loosey, con le concorrenti al settimo cielo per essere le ultime quattro rimaste. Successivamente fanno il calcolo delle vittorie di tutti, e molte si chiedono chi riuscirà ad accedere alla finale e chi sarà eliminata. La mattina seguente RuPaul fa il suo ingresso nell'atelier annunciando che dopo questa puntata solo tre concorrenti accederanno alla finale.
- La sfida principale: per l'ultima sfida, RuPaul annuncia che ogni concorrente deve scrivere e registrare una strofa che farà parte del nuovo singolo di RuPaul, intitolato Blame It on the Edit. Successivamente devono poi esibirsi con la canzone in uno studio antecedente al palcoscenico, eseguendo una coreografia e, infine, prendere parte ad un podcast con RuPaul e Michelle Visage.

Dopo aver scritto il proprio pezzo, una ad una le concorrenti prendono parte al podcast, dove RuPaul e Michelle Visage fanno domande sulla loro esperienza in questa edizione di RuPaul's Drag Race. Per la realizzazione del balletto nello studio le concorrenti incontrano Miguel Zárate che insegna loro la coreografia.
In questa puntata i giudici sono RuPaul, Michelle Visage e Ross Mathews. Il tema della sfilata di questa puntata è Drag Excellence, dove le concorrenti devono sfoggiare il loro abito migliore. RuPaul chiede ad ogni concorrente il motivo per cui deve accedere alla finale, e il perché deve essere scelta proprio lei come vincitrice. Dopo la sfilata e le critiche dei giudici, RuPaul dichiara Anetra e Mistress Isabelle Brooks le peggiori, mentre Sasha Colby è la migliore della puntata ed accede alla finale. Luxx Noir London è salva ed accede alla finale.
- L'eliminazione: Anetra e Mistress Isabelle Brooks vengono chiamete ad esibirsi con la canzone When Love Takes Over di David Guetta e Kelly Rowland. Dopo un'esibizione fantastica da parte di entrambe, RuPaul annuncia che sia Anetra sia Mistress sono salve e che entrambe accederanno alla finale.

### Episodio 15 -Reunited
In questo episodio tutte le concorrenti si riuniscono insieme con RuPaul per parlare della loro esperienza nello show, discutendo di quali sono stati i loro momenti migliori, le sfide più difficili e delle scelte di stile effettuate delle concorrenti durante lo show. Inoltre viene assegnato lo "Stivale d'oro" (Golden Boot) al peggiore outfit della stagione, vinto da Salina EsTitties per il look di Metallica.

### Episodio 16 -Grand Finale
Nell'episodio finale della stagione, dopo che tutte le concorrenti hanno sfilato nella categoria Grand Finale Extravaganza, le quattro finaliste devono esibirsi in numeri coreografici con musiche originali. Soltanto due concorrenti saranno poi scelte da RuPaul per accedere al lipsync finale dove sarà proclamata la vincitrice.
Dopo ogni esibizione, RuPaul pone delle domande alle finaliste, di come il programma gli ha cambiato la vita e fa loro alcune sorprese. Le concorrenti si esibiscono nelle seguenti coreografie:
| Concorrente              | Coreografia         |
| ------------------------ | ------------------- |
| Anetra                   | Lotus               |
| Luxx Noir London         | It's Giving Fashion |
| Mistress Isabelle Brooks | Delusion            |
| Sasha Colby              | Goddess             |

Dopo tutte le esibizioni, le finaliste vengono richiamate sul palcoscenico principale per ascoltare il verdetto finale. RuPaul dichiara che ad accedere alla fase finale sono Anetra e Sasha Colby, mentre Luxx Noir London e Mistress Isabelle Brooks vengono eliminate dalla competizione.
Prima del lip-sync finale, viene annunciata la Miss Congeniality dell'edizione, che come la precedente edizione è stata scelta dalle concorrenti. Ad annunciare la vincitrice sono state Willow Pill e Kornbread "The Snack" Jeté, rispettivamente vincitrice e Miss Congeniality dell'edizione precedente. Il titolo è andato a Malaysia Babydoll Foxx.
Nel lip-sync finale, si scontrano Anetra e Sasha Colby con la canzone Knock on Wood di Amii Stewart. Dopo il duello finale RuPaul dichiara Sasha Colby vincitrice della quindicesima edizione di RuPaul's Drag Race.